# Supramonte
Der Supramonte liegt in der Barbagia und ist nach dem Gennargentu das zweithöchste Gebirge Sardiniens. 
Der Supramonte erstreckt sich an der mittleren Ostküste Sardiniens in einer ausladenden Hochebene aus mesozoischem Kalkstein auf dem Gebiet der Gemeinden Oliena, Orgosolo, Dorgali und Urzulei. Die durchschnittliche Gipfelhöhe beträgt 900 m, während die höchste Erhebung, der Monte Corrasi, 1463 m erreicht. Im Sattel zum benachbarten 1349 m hohen Punta sos Nidos betreibt die "Cooperativa Enis Monte Maccione" eine Herberge und einen Zeltplatz im größten Steineichenwald der Insel. Die Landschaft ist stark zergliedert, häufig unterbrochen von engen Schluchten, imposanten Kalkgipfeln, weiten Plateaus, tiefen Dolinen sowie versteckten Klammen. Aufgrund des zerklüfteten Kalksteins, der jeden Niederschlag schluckt und ihn in große unterirdische Seen leitet, fehlt jegliches Oberflächenwasser. Teile davon treten in der Karstquelle Su Gologone wieder zutage. Die bedeutendste natürliche Sehenswürdigkeit der Gebirgsregion ist die von dem Fluss Riu Flumineddu gegrabene Schlucht Gola Gorroppu, eine Klamm, die als eine der größten Europas gilt. 
Die periodisch wechselnden Murales (Wandbilder) von Orgosolo bilden einen kulturellen Höhepunkt in der Gebirgsregion – als graffitiartige, sardinientypische Fassadenbilder reflektieren sie, in verschiedenen Kunststilen, besonders die politisch-soziale Lage auf der Insel.

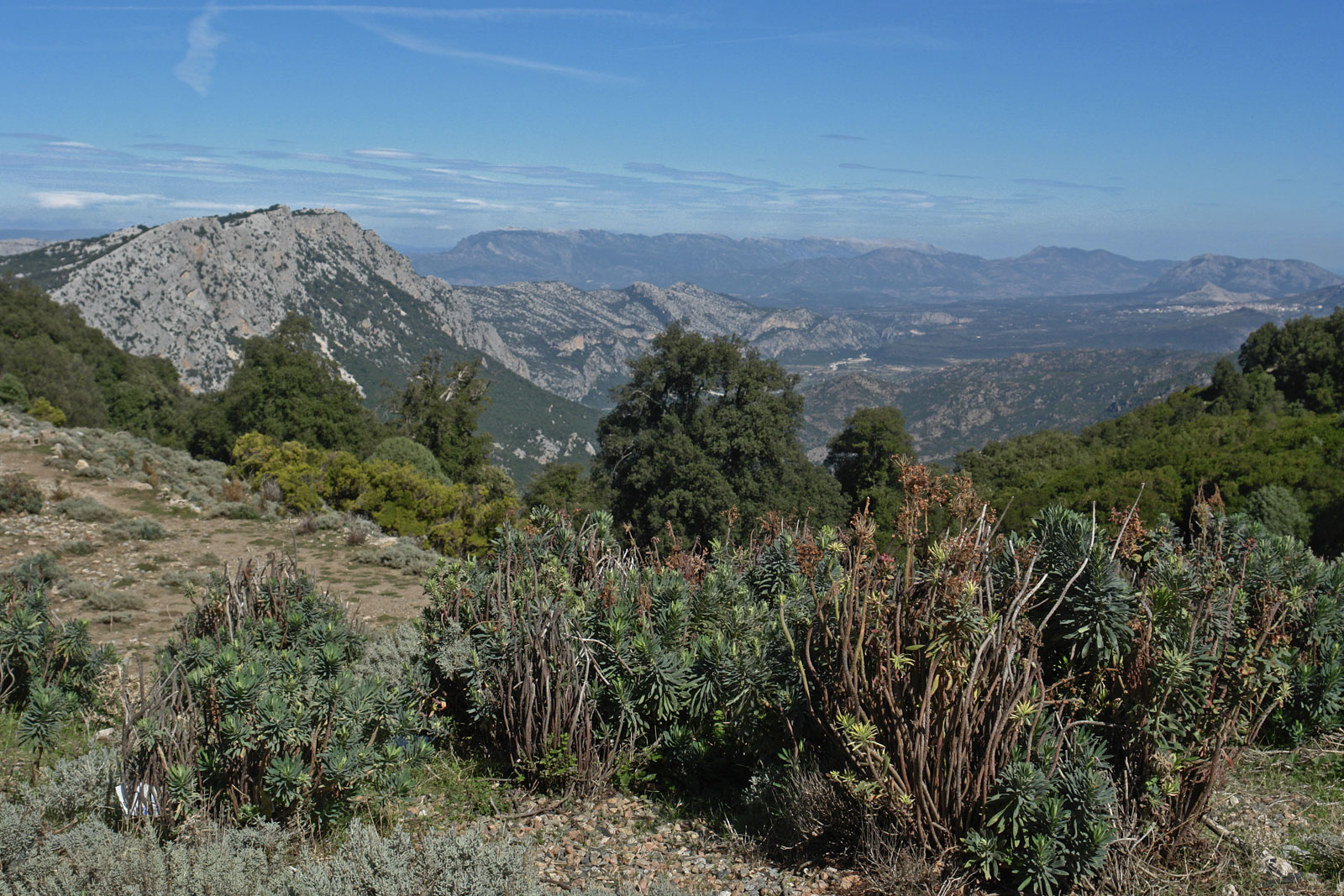
Pass Genna Silana, Blick Richtung Dorgali
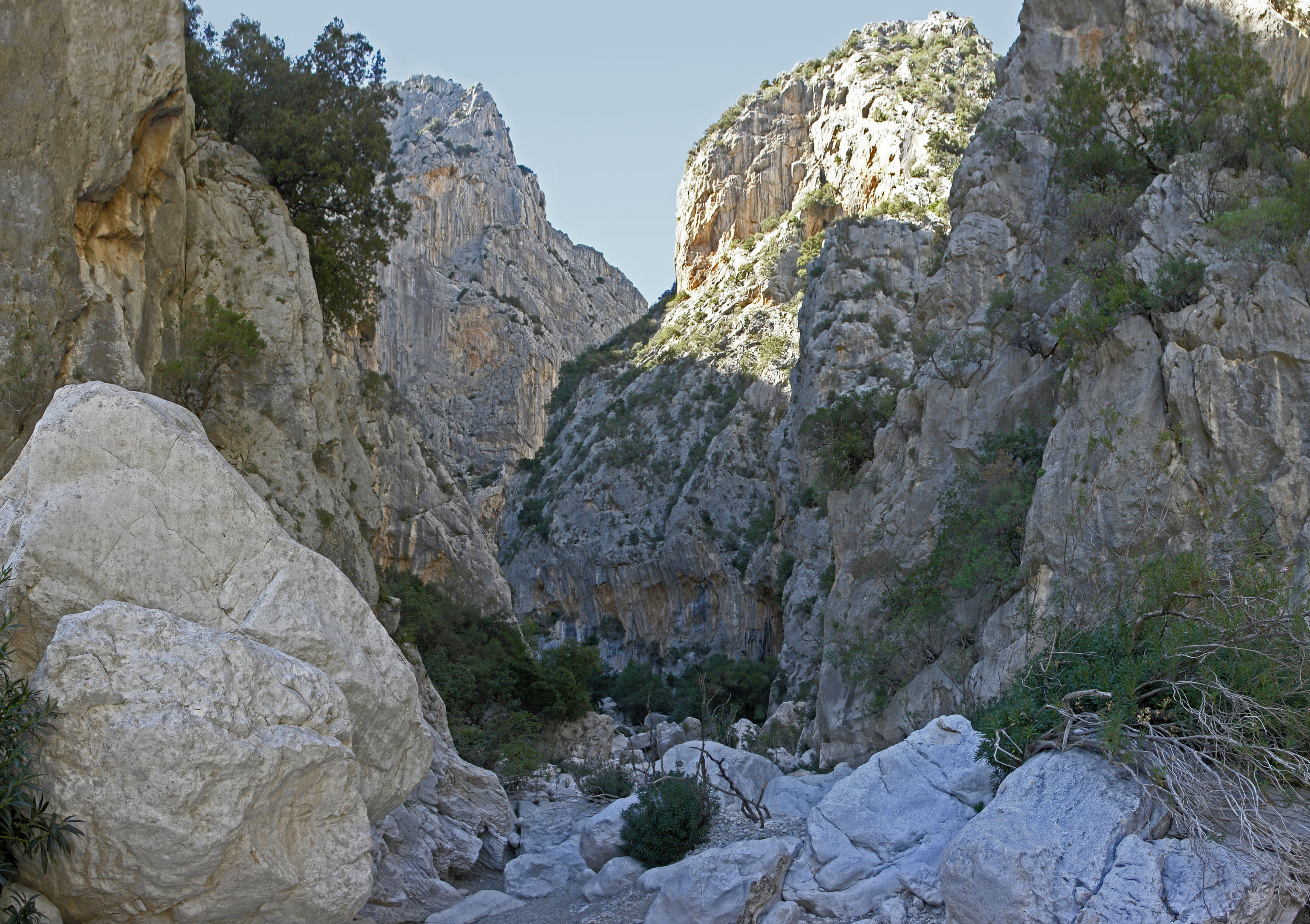
Schlucht Gola su Gorropu